# Bruce Riutta
Bruce Henry Riutta (né le 14 octobre 1944 à Hancock (Michigan), mort le 24 janvier 2012 à Houston) est un joueur américain de hockey sur glace.

## Carrière
Au cours de sa carrière en club, Riutta représente principalement l'équipe universitaire des Huskies de Michigan Tech, dans la National Collegiate Athletic Association, dont elle remporte ce championnat en 1966 et en 1967.
À partir de la saison 1968-1969, Riutta joue dans l'United States Hockey League, où il appartient aux Bobcats de Green Bay jusqu'à la saison 1973-1974.
Bruce Riutta fait partie de l'équipe des États-Unis aux Jeux olympiques d'hiver de 1968 à Grenoble, qui termine sixième ; il participe à tous les matchs et marque un but. Il participe également aux championnats du monde 1969, 1970 où les États-Unis remporte le championnat B, 1971.
Il est ensuite actif au sein de l'Association de hockey jeunesse d'Ashwaubenon (Wisconsin) et est entraîneur d'une équipe de lycée.
Après sa carrière de hockey sur glace, Riutta travaille pour l'Upper Lakes Coal Company et la Fox River Dock Company à Green Bay en tant qu'ingénieur, vice-président et propriétaire. Il aime le golf et le football américain.

## Récompenses et distinctions
| Récompenses                   | Saison    |
| ----------------------------- | --------- |
| All-WCHA Première équipe-type | 1965–1966 |
| AHCA West All-American        | 1965–1966 |
| All-WCHA Deuxième équipe-type | 1966–1967 |
| AHCA West All-American        | 1966–1967 |

- Temple de la renommée des sports de Michigan Tech en 1987[1].
- Upper Peninsula Sports Hall of Fame en 2006[1].